# Brisaster
Genre
Brisaster est un genre d'oursins dits « irréguliers », appartenant à la famille des Schizasteridae. 

## Description et caractéristiques
Ce sont des oursins irréguliers dont la bouche et l'anus se sont déplacés de leurs pôles pour former un « avant » et un « arrière ». La bouche se situe donc dans le premier quart de la face orale, et l'anus se trouve à l'opposé, tourné vers l'arrière. La coquille (appelée « test ») s'est également allongée dans ce sens antéro-postérieur. 
Ce genre se distingue au sein de sa famille par ses ambulacres pétalloïdes, ses trois gonopores et des pédicellaires globifères particuliers.

## Liste des espèces
Selon World Register of Marine Species (10 décembre 2015) :
- Brisaster antarcticus (Döderlein, 1906) -- Antarctique
- Brisaster capensis (Studer, 1880) -- Afrique du Sud
- Brisaster edentatus
- Brisaster fragilis (Düben & Koren, 1844) -- Atlantique nord
- Brisaster indicus Koehler, 1914
- Brisaster kerguelenensis H.L. Clark, 1917 -- îles Kerguelen
- Brisaster latifrons (A. Agassiz, 1898) -- Côte ouest des USA
- Brisaster maximus H. L. Clark, 1937 †
- Brisaster moseleyi (A. Agassiz, 1881) Amérique australe
- Brisaster owstoni Mortensen, 1950 -- Japon
- Brisaster tasmanicus McKnight, 1974 -- Tasmanie et Nouvelle Zélande
- Brisaster townsendi (A. Agassiz, 1898) -- Côte ouest des USA

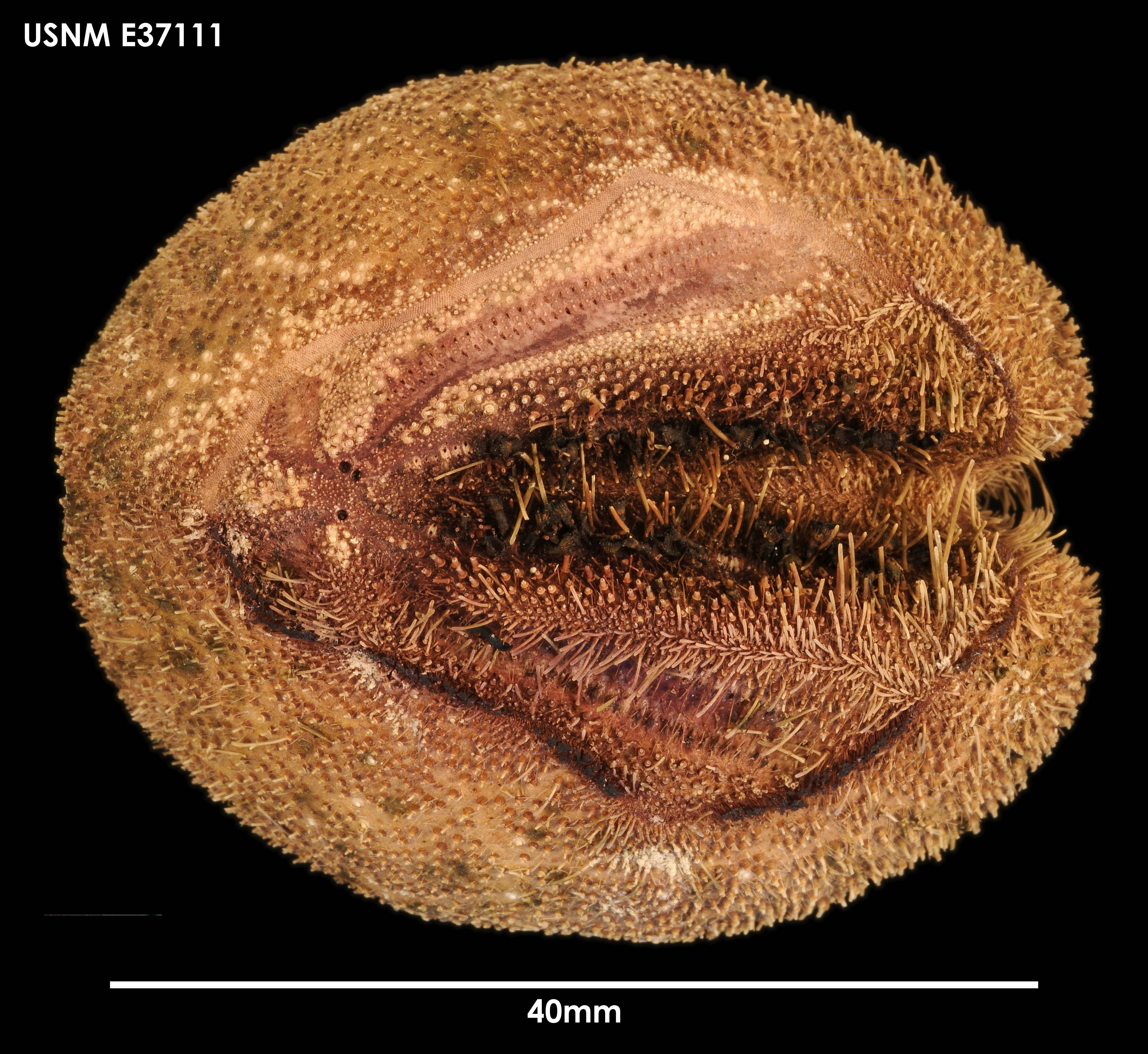
Brisaster antarcticus
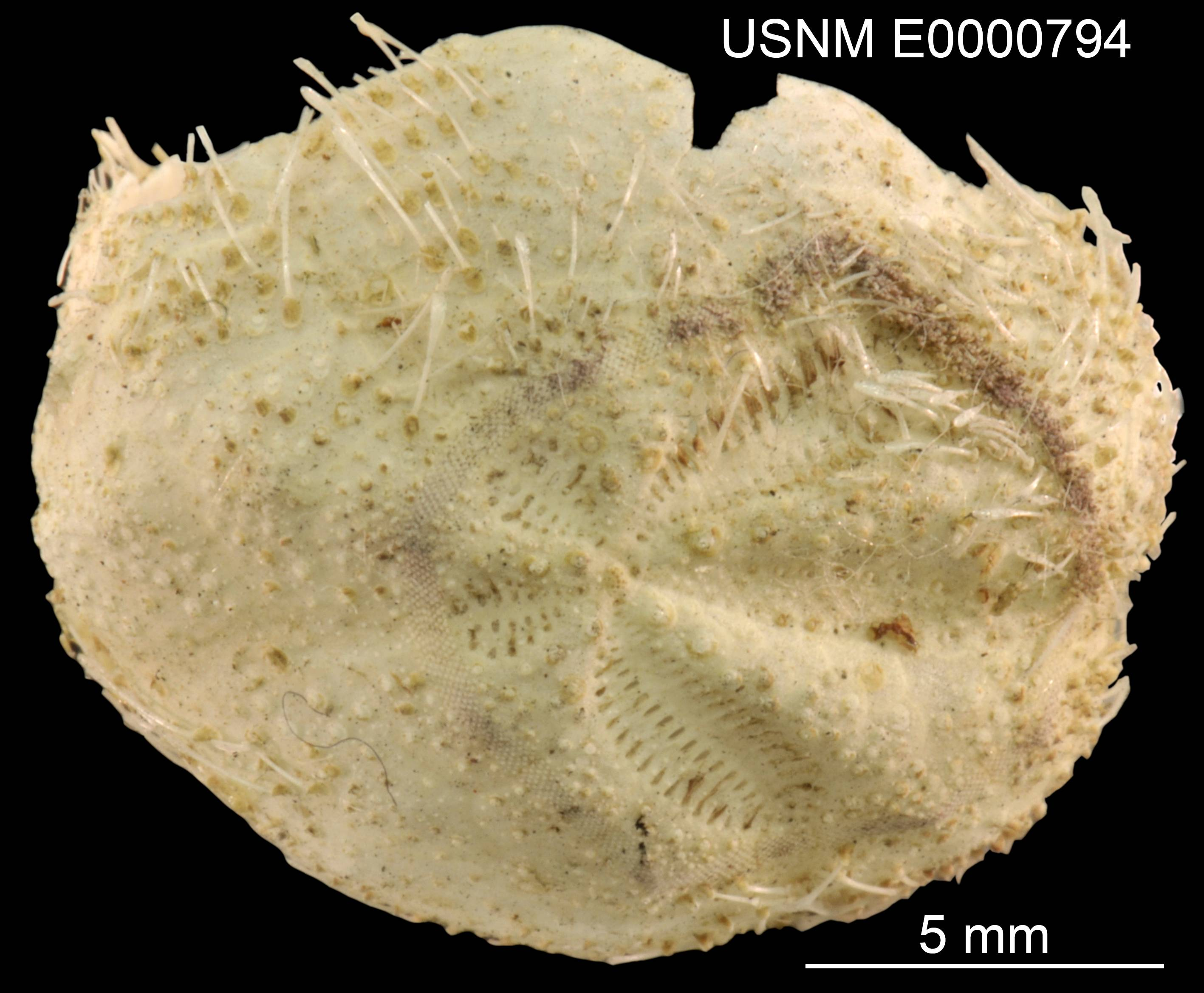
Brisaster fragilis
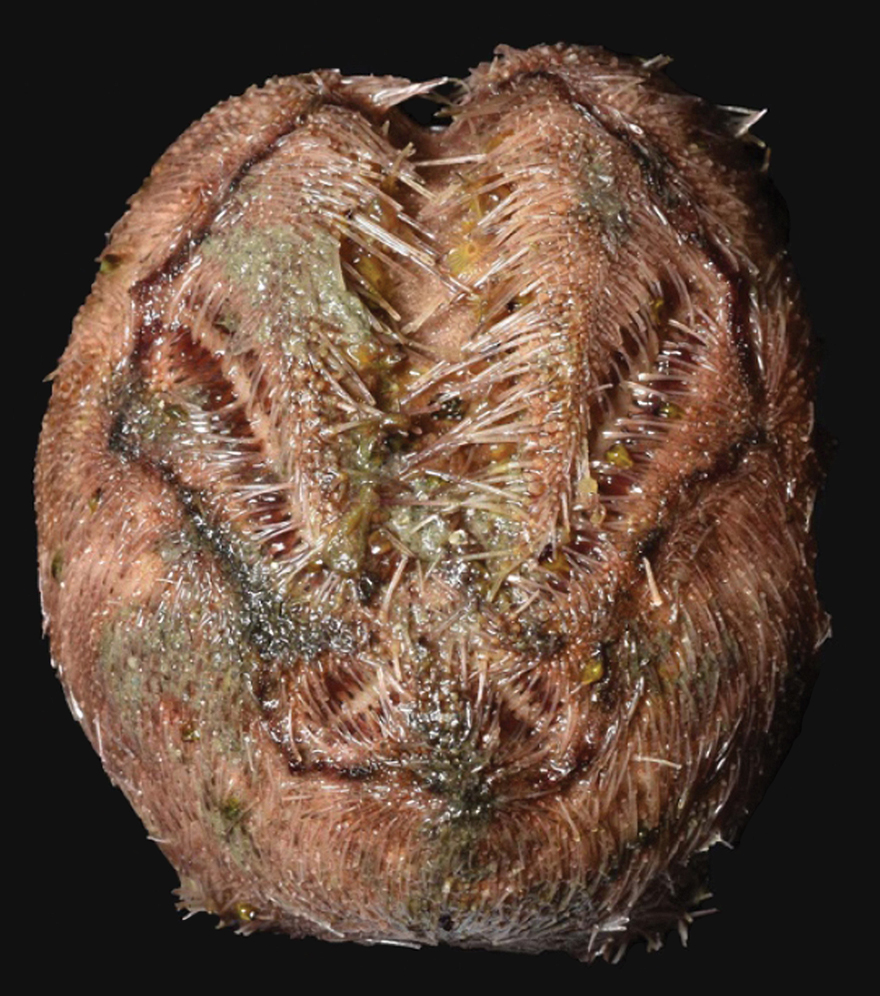
Brisaster latifrons
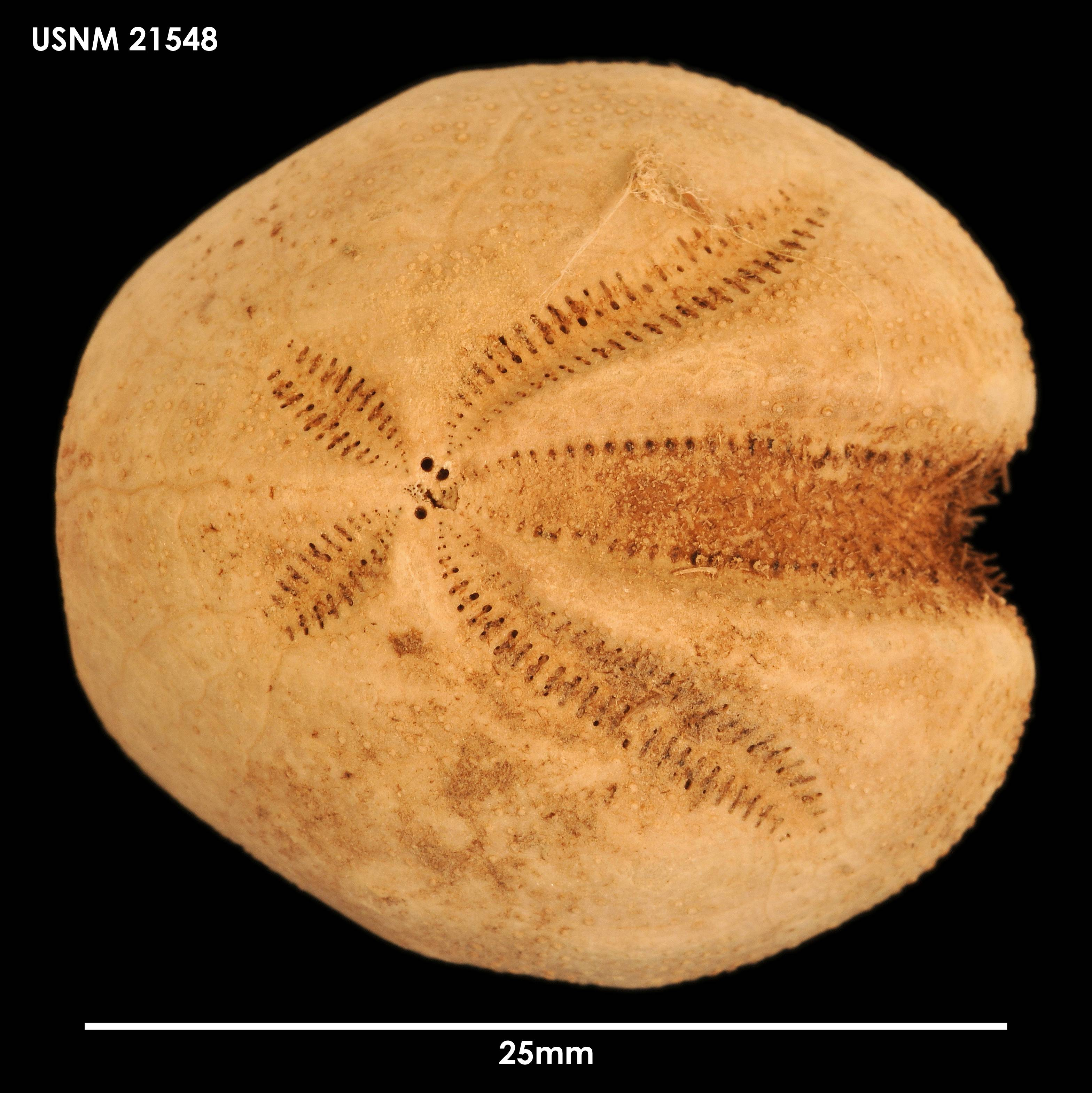
Brisaster moseleyi
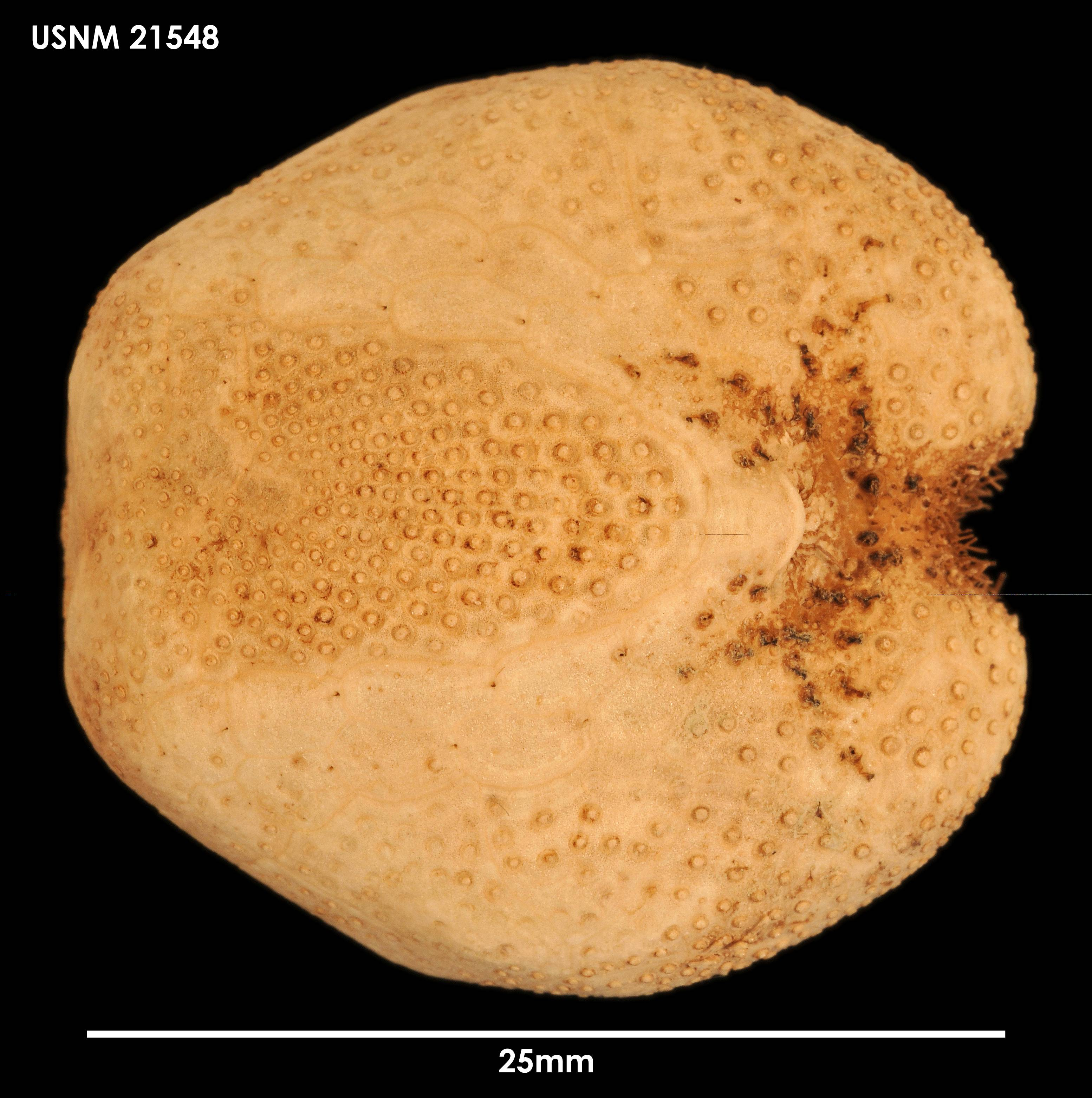
Brisaster moseleyi (face orale)
Brisaster owstoni

Espèces fossiles selon l'Echinoid Directory : 
- Brisaster maximus Clark, 1937 -- Oligocène, Oregon.
- Brisaster inaequalis (Forbes, 1846) -- Crétacé supérieur, sud de l'Inde
- Brisaster bajarunasi (Markov, 1994) -- Paléocène, Kazakhstan.